# Jean Bonnot de Cormaillon
Pour les articles homonymes, voir Jean Bonnot (homonymie) et Bonnot.
Ne doit pas être confondu avec Jean Bonnot (chevalier).

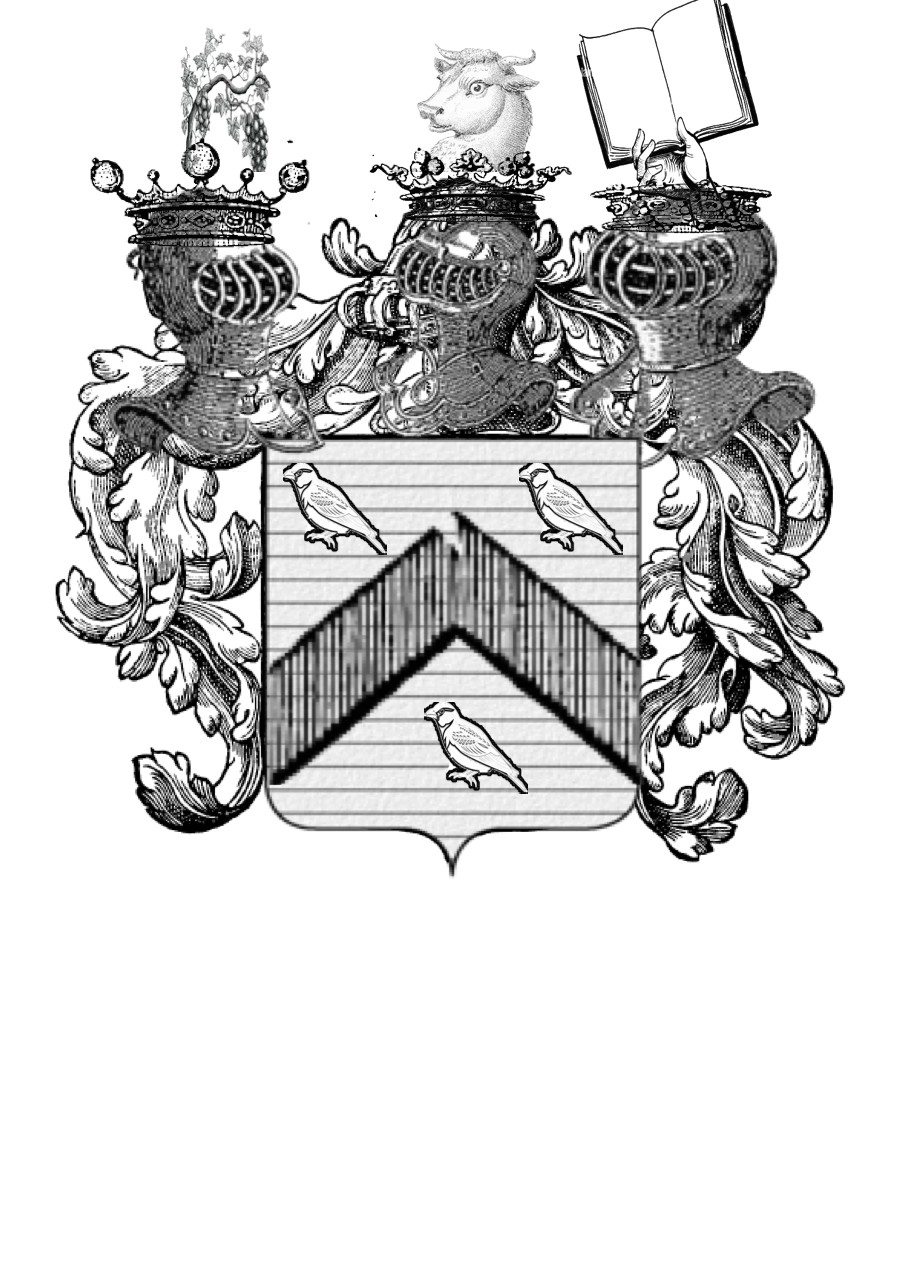
armes de la famille

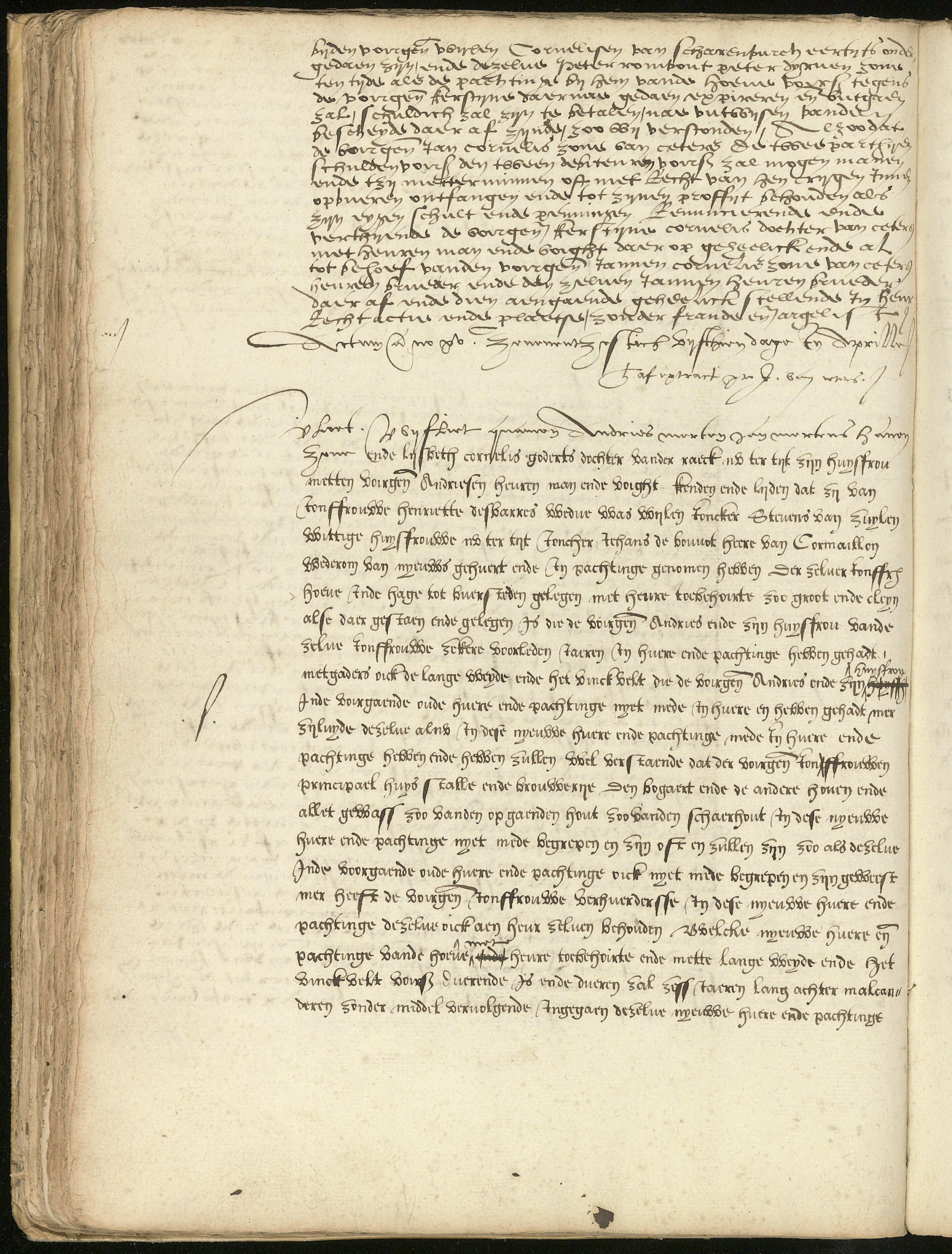
indiquant l'état civil de Jean Bonnot et de son épouse Henriette des Barres. Archive de la ville Breda du 17 mars 1567.

Jean Bonnot de Cormaillon,ou Jean Bonnot Heer Van Cormaillon, né à Brüssel en 1539 à Anvers et décédé vers 1590 à Veere, est un noble du Saint-Empire romain germanique, militaire et diplomate de Frédéric III, électeur du Palantinat et du prince Guillaume Ier d'Orange-Nassau. Il est banni par jugement de la ville de Bréda le 17 août 1568.
Bourgmestre d'Anvers en Aout 1581-1584.
Inscrit à l'Université de Louvain (02/05/1554), puis à l'Université de Dole (1557) en même temps que Philippe de Marnix de Sainte-Aldegonde.

## Biographie

### Famille
Jean Bonnot de Cormaillon, est né de l'union d'un membre de la noblesse du Saint-Empire romain germanique par son père, Jean Bonnot, écuyer et maréchal des logis des souverains des Pays-Bas, et d'un membre de la noblesse du Pays-Bas par sa mère, Walburg Van Der Aa. Il est le descendant de Jean Bonnot, conseiller et maître des comptes des ducs-comtes de Bourgogne.
Il est membre de la noblesse du Saint-Empire romain germanique, seigneur de Cormaillon et seigneur de Roerheym. À partir du 18 mai 1575, il obtient le titre de gouverneur de Veere.
Il épouse Henriette des Barres,, fille de Willeen Des Barres et de Margarete de Gevarre, née en 1540, veuve du jonker Steven van Zuylen, Van de Haer, intendant de Maximilien d'Egmont. Elle est la femme à qui la réforme des Pays-Bas doit son plus fort appui. Elle est la première femme à assister au souper des calvinistes à Bréda. Elle et son mari prêtaient leur maison de Bréda pour des sermons secrets et aux assemblées du consistoire.
Il suit des cours de droit dans les universités de Louvain et de Dole. En 1553, à l'âge de 14 ans, il s'inscrit à l'université de Louvain, puis, en 1557, il se tourne vers Dole.
Il est le père d'Étienne Bonnot († 1627), docteur en droit et procureur du parlement de Dole, époux de Marguerite Faveret, restée catholique. Il est l'arrière-grand-père d'Étienne Bonnot (1623-1683), maire de Dole de 1663 à 1672 .
Le couple Bonnot vit quelques années à  Janskerkhof 23 Utrecht.

### Le Compromis des Nobles 1565-1567

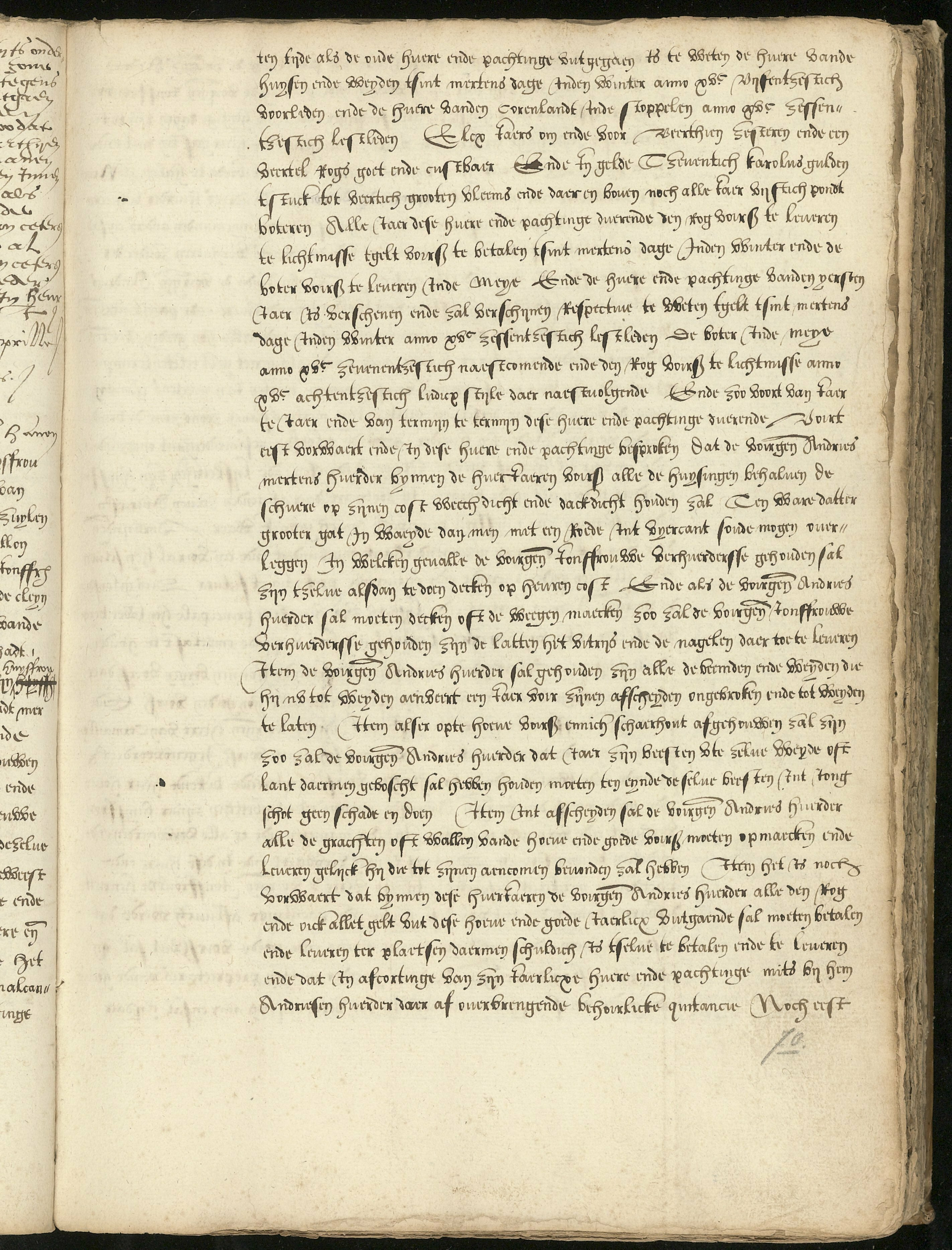
, page 2, indiquant l'état civil de Jean Bonnot et de son épouse Henriette des Barres. Archive de la ville Breda du 17 mars 1567.

Il participe avec sa femme au Compromis de Bréda en signant, avec d'autres nobles réunis chez Philippe de Marmix, un engagement s'opposant à l'Inquisition espagnole. Cette confédération est dirigée, entre autres, par le frère de Guillaume le Taciturne, le comte Louis de Nassau. Ils sont bannis le 17 août 1568. La sentence de bannissement est proclamée par le conseil des Troubles : « Vue par Monseigneur le Duc d'Albe, marquis de Coria etc lieutenant gouverneur et capitaine général pour le Roi […] contre Jehan seigneur de Cormaillon, fils de feu le Seigneur de Cormaillon en son vivant bailly de la Ville de Laulx et damoiselle surnommée de Barres, sa femme auparavant vefve de feu de Zuylen, […] tous les dessus nomméz avoir hanté les nouvelle preches des sectaires et oultre ce: ledict Cormaillon esté du nombre des gentilzhommes confédéeéz ayant signé le séditieulx compromis cause de tous les maulx et troubles passéz et luy et sa femme esté grand fauteurs desdicts sectiares et faict ou laissé precher..et ladicte damoiselle esté la première entre les femmes qui avait tenue la cène calvinistique; tot deux en leur maison y avoit chambre de consistoire. »
À Bréda, avant l'arrivée du duc d'Albe, un groupe s'était formé, réunissant des catholiques et des réformés néerlandophones, wallons et du Saint-Empire, tous proches de la cour d'Orange. Parmi eux, le Hennuyer Jean de Bonnot, avec sa femme Hélène des Barres et Arnoult de Landas, seigneur de Péronne, ainsi que le pasteur wallon François Du Jon jouent un rôle important dans l'organisation du synode de Wesel en 1568. Lorsque les Alba dispersent les groupes calvinistes et que beaucoup s'enfuient au Palatinat, on retrouvait dans la liste des nobles confédérés des familles comtoises comme Bonnot ou d'Andelot.

### Diplomate des Princes Calvinistes
À la suite de l'invasion ratée des Pays-Bas méridionaux par Guillaume Ier, les princes du Saint-Empire convertis au calvinisme envoient un émissaire auprès de l'électeur palatin afin de réunir leurs deux armées avec lesquelles Wolfgang, Duc palatin de Deux-Ponts complotera avec les Huguenots en vue de l'invasion de la France. Il part quelques mois chez son frère Étienne Bonnot pour le comté de Bourgogne, dans la ville de Dole, puis revient vivre à Heidelberg comme diplomate de l'électeur du Palatinat Frédéric III. En 1566, il partit avec une mission similaire en Savoie, en juillet à Condé, en 1568/9 en Angleterre, à l'automne 1571 en France. En 1568, il déménage en Savoie, puis en Angleterre à la faveur d'une mission du prince d'Orange-Nassau lui demandant de l'aide. En 1570, Jean s'installe avec son épouse au 23 Janskerkhof à Utrecht puis de nouveau en France en 1571.

Jean, à Heildelberg, ajoute enfin sa contribution à l'œuvre de Bonaventure Vulcanus, en précisant qu'il se tient d'ores et déjà en état d'alerte. Il est également prêt à suivre Jean-Casimir dans se course effrénée aux Pays-Bas. Il illustre ses propos martiaux par une prière tirée du Psaume XX, cité dans la traduction du poète écossais Georges Buchanan :
Tu, servator, open fer, tu si respirais, arma
Nec soca cupimos, nec timemus hostica.

### Gouverneur de Veere
Le prince Guillaume le nomme gouverneur de Veere le 18 mai 1573. Il propose alors aux Anglais une expédition sur le Walcheren, pour le libérer des catholiques.
En juillet 1574, il se rend à Utrecht en tant qu'otage pour remplacer Philippe de Marnix de Sainte-Aldegonde, qui est alors autorisé à aller en Hollande pour participer aux négociations de paix durant le siège de Leyde.
À sa libération en 1575, il est fait membre de la commission de paix commerciale de Bréda. Puis en 1579, il prend une pars magna (« grande part ») dans la défense et la reconquête de la Zélande contre Mondragon.
En 1581, il quitte sa résidence aux Pays-Bas pour s'installer au Palatinat du Rhin, proche de l'électeur.

### Principaux du Conseilde Jean-Casimir du Palatinat
À l'arrivée de Jean Casimir en 1578, Jean Bonnot de Cormaillon est appelé l'un des « Principaux du Conseil ». Malgré des tensions avec d'Orange, il devient de nouveau Gouverneur de Veere. Il est envoyé par Johan Casimir en compagnie de Jan Asseliers et Mouiellerie en ambassade en Anjou. À la mort du prince Guillaume, il revient en Paltz.

## Voir Aussi